# مفاعل الملح المنصهر المتكامل

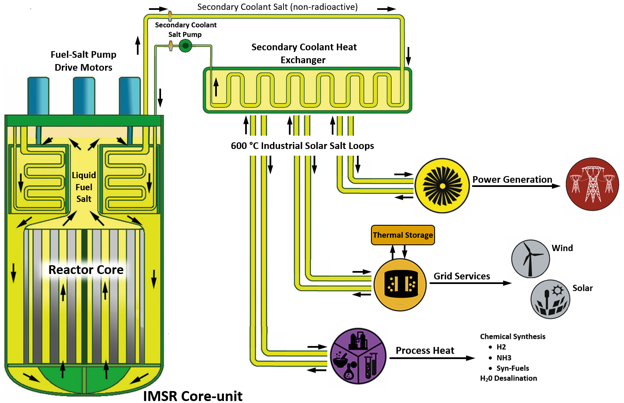
رسم توضيحي لمفاعل الملح المنصهرالمتكامل

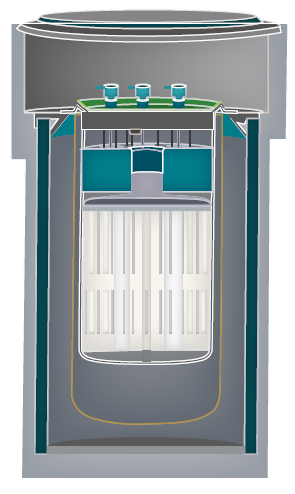
هيكل مفاعل الملح المنصهر المتكامل

مفاعل الملح المصهور المتكامل  هو تصميم لمفاعل صغير  يستخدم تقنية مفاعل الملح المنصهر التي يتم تطويرها من قبل كندا.

## نبذة
يعتمد بشكل وثيق على مفاعل الملح المصهور وهو تصميم مفاعل من مختبر أوك ريدج الوطني وبالتالي فهو مفاعل «حارق» يستخدم الوقود السائل بدلاً من الوقود الصلب التقليدي حيث يحتوي هذا السائل على الوقود النووي ويعمل أيضا كمبرد أساسي.